# Возвращение Мухтара
«Возвращение Мухтара» — российский детективный телесериал о службе сотрудников московского ОВД «Щукино» и их верного служебно-разыскного пса по кличке Мухтар, основанный на фильме «Ко мне, Мухтар!». Сериал представлял собой трилогию: «Возвращение Мухтара» (1 сезон), «Возвращение Мухтара-2» (2-10 сезоны), «Мухтар. Новый след» (11-12 сезоны) и «Мухтар. Он вернулся» (13 сезон).
Герои телесериала — молодые милиционеры / полицейские, занимающиеся раскрытием разных дел — от мелкого мошенничества до громких убийств. В каждом деле им помогает верный друг и коллега, пёс по кличке Мухтар. Телесериал является концептуальным аналогом (но не ремейком) зарубежного телесериала «Комиссар Рекс».
В 2024 году стали снимать перезапуск «Мухтар. Он вернулся».

## В главных ролях
- Артём Осипов — Иван Сергеевич Давыдов (12 сезон)
- Сергей Громов — Евгений Александрович Рощин (12 сезон)
- Никита Кратович — Александр Болконский (12 сезон)
- Александра Зыгмантович — Дарья Ивановна Давыдова (12 сезон)
- Василий Антонов — Василий Кириллович Князев (12 сезон)
- Светлана Брюханова — Екатерина Васильевна Калитина (9-12 сезоны)
- Игорь Шугалеев — Илья Ильич Муромцев (10-12 сезоны)
- Елизавета Фалей — Ирина Муромцева (10-12 сезоны)
- Надежда Анципович — Надежда Евгеньевна Кострова (10-12 сезоны)
- Виктор Васильев — Фёдор Михайлович Дубровский (10 сезон, 36 серия, 11-12 сезоны)
- Денис Иванов — Сергей Валентинович Пятибурдуков (10-12 сезоны)
- Эрик Абрамович — Антон Сергеевич Лакушев (12 сезон)
- Иван Вабищевич — Александр (11-12 сезоны)
- Матвей Шкуратов — Игорь Васильевич Калитин (10-12 сезоны)
- Вера Кавалерова — Нина Петровна (12 сезон)
- Александр Носик — Артём Валерьевич Колосов (1-2, 13 сезоны)
- Алла Ковнир — Елена Владимировна Брусникина (1-4 сезоны)
- Александр Волков — Максим Андреевич Жаров (3-4 сезоны)
- Виктор Низовой — Анатолий Иванович Щепкин (1-4 сезоны)
- Наталья Юнникова — Василиса Романовна Михайлова (4-8 сезоны, 9 сезон, 26 серия)
- Павел Вишняков — Максим Андреевич Жаров (5-6, 9-10 сезоны)
- Алексей Шутов — Максим Андреевич Жаров (7-8 сезоны)
- Владимир Фекленко — Максим Андреевич Жаров (11 сезон, 12 сезон, 1 и 2 серии)
- Алексей Моисеев — Алексей Валерьевич Самойлов (3-11 сезоны)
- Александр Воеводин — Николай Николаевич Хрулёв (1-11 сезоны, 12 сезон, 2 серия)
- Елена Лазович — Ольга Самойлова (4-5 сезоны)
- Ольга Моисеева — Ольга Самойлова (5-11 сезоны)
- Александр Коршунов — Станислав Дмитриевич Ильковский (1 сезон)
- Константин Костышин — Иннокентий Степанович Садовский (2-10 сезоны)
- Оксана Сташенко — Жанетта Петровна Сельская (1-11 сезоны)
- Евгений Токарев — Антон Сергеевич Лакушев (11 сезон)
- Даниил Дорошенко — Иван Николаевич Ершов (9 сезон, 10 сезон, 1 и 2 серии)
- Валерий Астахов — Виктор Петрович Дятло (3-10 сезоны)
- Александр Душечкин — Александр Балконский (11 сезон)
- Елизавета Курбанмагомедова — Анастасия Александровна Родионова (8 сезон, 81-84 серии)
- Алёна Козырева — Надежда Дмитриевна Колосова (6 сезон, 8, 83 серии)
- Тамара Морозова — Мария Ильинична Титова (8-9 сезоны)
- Евгений Ефремов — Вадим Евгеньевич Малышев (2 сезон)
- Олесь Кацион — Никита Вячеславович Шульгин (2 сезон, 48-50 серии)
- Александр Сирик — Александр Владимирович Хорошавин (2-8 сезоны)
- Никита Моисеев — Никита Алексеевич Самойлов (4-11 сезоны)
- Виталий Борисюк — Валерий Брусникин (2 сезон, 3 серия)
- Виктор Зозулин — Владимир Брусникин (1-4 сезоны)
- Александра Назарова — Зинаида Афанасьевна Шмидт (1-2 сезоны)
- Анна Назарьева — Людмила Щепкина (1-4 сезоны)
- Павел Ильин — Даниил Анатольевич Щепкин (1-4 сезоны)
- Элеонора Шашкова — Любовь (1 сезон)
- Елена Пастревич — Любовь Павловна (11 сезон, 11, 17 и 45 серии)
- Екатерина Дмитриева — Наталья (10 сезон, 31 серия)
- Вячеслав Николаев — Андрей Иванов (1 сезон)
- Мария Бессмертная — Мария (4-6 сезоны), крестница Василисы.
- Анжелика Метте — Галина Евгеньевна (12 сезон)
- Дарья Фекленко — Галина Евгеньевна (11 сезон)

### Собаки, игравшие Мухтара
За всю историю проекта было семнадцать собак:
| Актёр                           | Роль             |
| ------------------------------- | ---------------- |
| Варгун Лютар; Дункан Лютар      | (1 сезон)        |
| Цейс; Бест; Гай; Бакстер        | (2 сезон)        |
| Вакс фон Вайсрусланд Киршенталь | (3—4 сезоны)     |
| Якс Фавор Ди Аллертал           | (4—7 сезоны)     |
| Прайм Прем Самбатус             | (5 и 7 сезоны)   |
| Граф Шутц Хунд; Рекс Шутц Хунд  | (8—9 сезоны)     |
| Цеаро фом Цельвандранд          | (10 и 11 сезоны) |
| Райдо Альгиз Юстас              | (11—12 сезоны)   |
| Пит Норрис Шварцен Шлосс        | (11—12 сезоны)   |
| Дукс Солрад Зее                 | (11—12 сезоны)   |

## Список сезонов
| Сезон | Сезон | Серии | Название                | Период трансляции                 |
| ----- | ----- | ----- | ----------------------- | --------------------------------- |
|       | 1     | 40    | «Возвращение Мухтара»   | 12 января — 24 марта 2004         |
|       | 2     | 50    | «Возвращение Мухтара-2» | 17 октября 2005 — 17 февраля 2006 |
|       | 3     | 100   | «Возвращение Мухтара-2» | 28 ноября 2006 — 9 ноября 2007    |
|       | 4     | 80    | «Возвращение Мухтара-2» | 13 ноября 2007 — 26 мая 2008      |
|       | 5     | 96    | «Возвращение Мухтара-2» | 9 ноября 2009 — 28 января 2010    |
|       | 6     | 96    | «Возвращение Мухтара-2» | 29 января — 7 декабря 2010        |
|       | 7     | 96    | «Возвращение Мухтара-2» | 10 мая 2011 — 5 сентября 2012     |
|       | 8     | 96    | «Возвращение Мухтара-2» | 6 сентября 2012 — 30 апреля 2013  |
|       | 9     | 96    | «Возвращение Мухтара-2» | 3 февраля 2014 — 18 апреля 2015   |
|       | 10    | 48    | «Возвращение Мухтара-2» | 21 апреля — 1 октября 2015        |
|       | 11    | 96    | «Мухтар. Новый след»    | 20 марта 2017 — 14 марта 2018     |
|       | 12    | 96    | «Мухтар. Новый след»    | 14 мая 2018 — 16 сентября 2019    |
|       | 13    | 20    | «Мухтар. Он вернулся»   | 2025                              |

## Саундтрек
Основным саундтреком телесериала является композиция «Ко мне, Мухтар!». Слова к песне были написаны поэтом-песенником Евгением Муравьёвым. Музыка была написана автором-исполнителем Александром Косенковым. В первом сезоне он её исполнял. Со второго сезона песню исполнял Владимир Златоустовский. Также в телесериале используются различные кавер-версии инструментальных мелодий.

## Награды
- Творческий коллектив телесериала, включая актёров, сценаристов и режиссёров, дважды (в 2007 и 2009 годах) отмечался почётными грамотами и медалями Министерства внутренних дел «за создание профессионального образа сотрудника уголовного розыска и пропаганду кинологической службы России»[6][7].
- В 2009 году телесериал «Возвращение Мухтара-2» получил специальный приз на Международном фестивале детективных фильмов Detectivefest[8].
- В 2015 году телесериал «Возвращение Мухтара-2» участвовал в «ТЭФИ-2015» и получил главную статуэтку в номинации «Теленовелла».
- Телесериал «Мухтар. Новый след» стал финалистом «ТЭФИ 2018» в номинации «Дневной телевизионный сериал».

## В культуре
В 2012 году издательство «Акелла» выпустило компьютерную игру «Мухтар и его команда» по мотивам телесериала.